# Napłatki
Napłatki est une localité polonaise de la gmina de Wielowieś, située dans le powiat de Gliwice en voïvodie de Silésie.